# Liste lateinischer Phrasen/D

## Da
Da mihi castitatem et continentiam, sed noli modo.
„Schenke mir Keuschheit und Enthaltsamkeit – aber nicht gleich!“ – Rückblickendes Selbstzitat aus den Confessiones des Kirchenlehrers Augustinus von Hippo
Da mihi factum, dabo tibi ius.
„Gib mir den Sachverhalt, ich werde dir das Recht geben.“ – Römische Rechtsregel, nach der die Parteien vor Gericht nur den Sachverhalt, nicht jedoch die Rechtslage vorzutragen haben.
Da pacem Domine.
„Gib Frieden, Herr.“
Dabit Deus his quoque finem.
„Gott wird auch diesem [Unglück] ein Ende machen.“ – Vergil, Aeneis,1,203

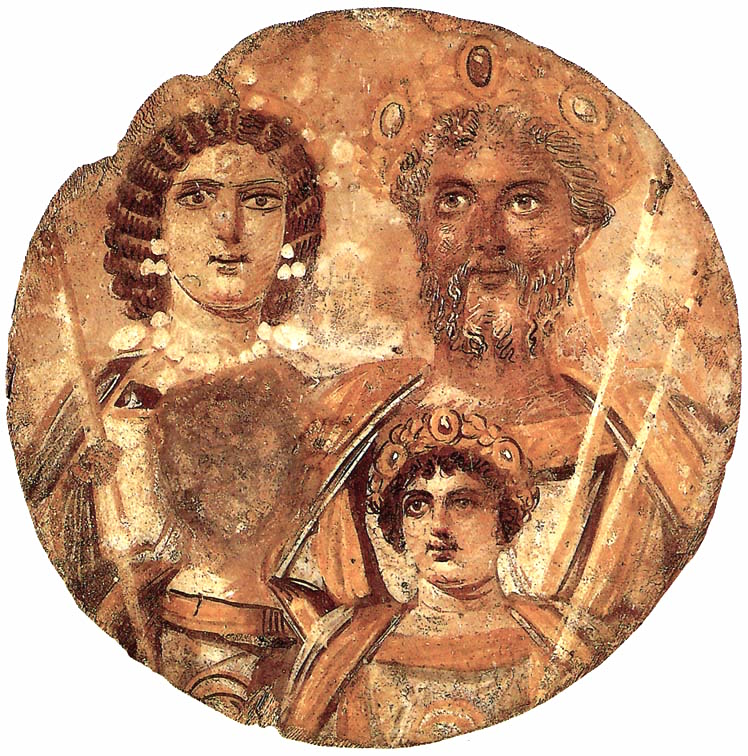
Porträt von Septimius Severus, Julia Domna, Caracalla und Geta, bei dem Geta auf Befehl Caracallas bis auf einen kleinen grauen Kreis (links unten) entfernt ist

## Damnatio
Damnatio memoriae
„Verdammung der Erinnerung“ – Jemand soll aus dem Gedächtnis gelöscht werden. Dabei wurden die Namen besonders verhasster Personen aus den Annalen getilgt und sämtliche Bildnisse und Inschriften zerstört.

## Damus
Damus petimusque vicissim.
„Wir geben und nehmen im Wechsel.“

## Danaum
Danaum fatale munus
„Ein verhängnisvolles Danaergeschenk“ – Seneca, Agamemnon, 624.
Damit ist das Trojanische Pferd gemeint.
Siehe auch Quidquid id est, timeo Danaos et dona ferentes.

## Dat
Dat census honores.
Ovid, Amores 3,8,55.
„Reichtum bringt Ansehen.“ – Eigentlich: „Der Steueranschlag verleiht Ehrenämter.“
Dat, dicat, dedicat.
„Er gibt, weiht und widmet.“ – Weiheformel für Gegenstände, die man den Göttern widmete, abgekürzt mit D. D. D. Eine andere Version ist „Dat, donat, dedicat“.

## De

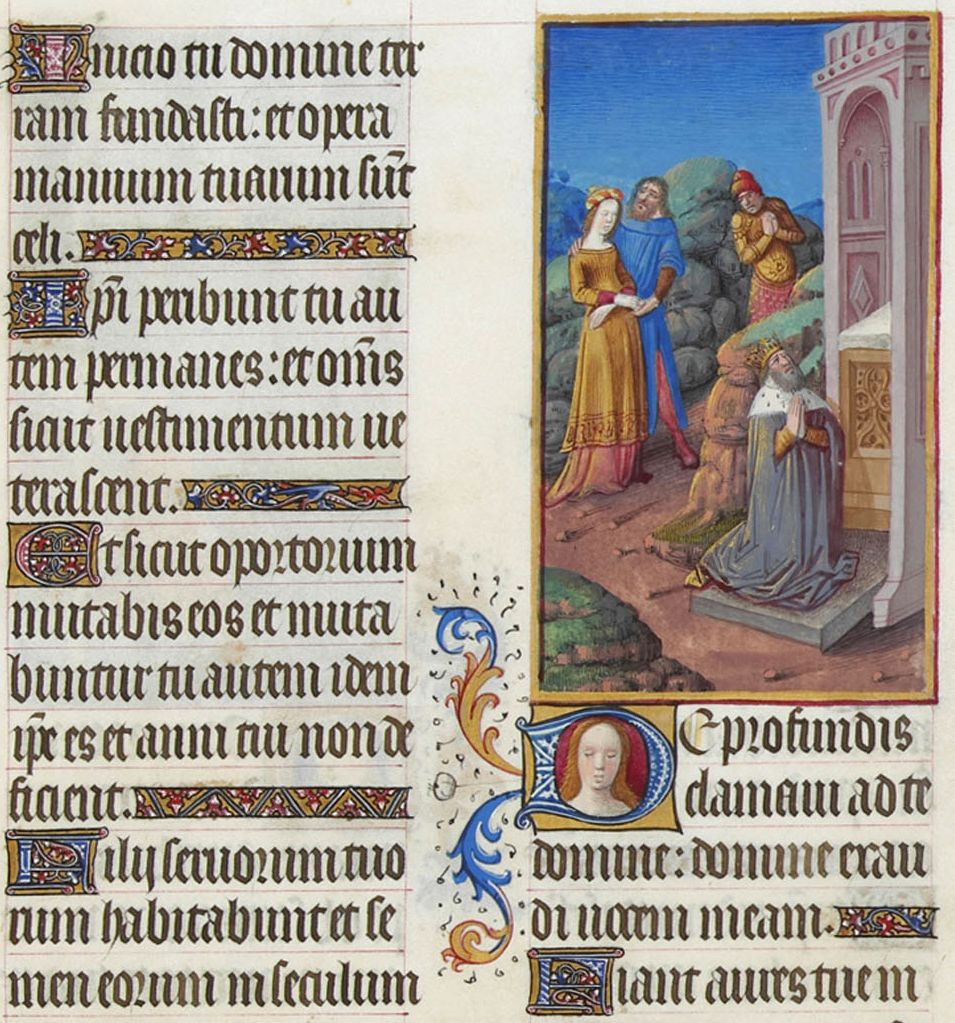
De Profundis (rechte Spalte direkt unterhalb des Bildes)

De duobus malis minus est eligendum.
„Von zwei Übeln muss man das kleinere wählen.“ – Cicero, De officiis III, 3
De facto
„In der Tat, in Wirklichkeit“ – So heißt es von einem realen Tatbestand, der unter Umständen nicht dem rechtmäßigen Zustand de jure entspricht.
De gustibus non est disputandum.
„Über Geschmack kann man nicht streiten.“ – Dieser Satz stammt nicht aus der Antike. Der Franzose Jean Anthelme Brillat-Savarin leitete ihn vom spanischen „Sobre los gustos no hay disputo“ her. In der scholastischen Philosophie heißt es:
„De gustibus et coloribus non est disputandum.“ („Über Geschmäcke und Farben kann man nicht streiten.“)
Meist wird diese Aussage so verstanden, dass niemand rational beweisen kann, dass ein bestimmtes Geschmacksempfinden das richtige sei.
De jure
„Nach (geltendem) Recht“ – Der Begriff wird meist im Zusammenhang mit dem Begriff de facto verwendet. Eine Regierung, die de jure im Amt ist, wurde nach geltendem Recht eingesetzt, muss aber keine faktische Gewalt haben. Eine De-facto-Regierung hingegen hat eine tatsächliche Gewalt, jedoch nicht unbedingt eine rechtliche Legitimation.
De minimis
„Um das Geringste“ – Rechtsprinzip, bei dem Bagatellen nicht den Tatbestand einer Norm erfüllen oder nicht angeklagt werden. Beschreibt davon ausgehend auch eine Ausnahmeregelung oder Dinge von geringfügiger Bedeutung.
Kurzform zu den folgenden Sätzen:
De minimis non curat praetor
De minimis non curat lex
„Um Geringfügigkeiten kümmert sich der Praetor nicht.“ – Variante: Minima non curat praetor.
„Um Geringfügigkeiten kümmert sich das Gesetz nicht.“ (Vergleiche auch Lex.)
De mortuis nil/nihil nisi bene [dicendum (est)]
„Von Verstorbenen [(ist)] nur in guter Weise [(zu) sprechen]“ – Lateinische Übersetzung einer gleichbedeutenden, ursprünglich Chilon von Sparta zugeschriebenen griechischen Wendung: Τὸν τεθνηκότα μὴ κακολογεῖν, γῆρας τιμᾶν (Ton tethnēkota mē kakologein, gēras tīmān).
De nihilo nihil fit.
„Von nichts kommt nichts.“ – Nach Lukrez, de rerum natura 2,287, wo es heißt: „de nihilo quoniam fieri nil posse videmus – weil wir sehen, dass aus nichts nichts werden kann.“
De novo
„Von Neuem“
De omnibus dubitandum
„An allem ist zu zweifeln.“ – formuliert von René Descartes, Grundlage seiner Erkenntnistheorie.
Von Karl Marx 1865 in einem Fragebogen seiner Tochter Jenny als sein Lieblingsmotto bezeichnet.
De profundis
„Aus der Tiefe“ – Anfang des 130. Bibelpsalms: „De profundis clamavi ad te Domine.“ (Aus der Tiefe rufe ich, Herr, zu Dir.)
de re und de dicto
„über die Sache“ und „über das Gesagte“ – Unterscheidung in der Logik, ob sich eine Notwendigkeit auf die Sache selbst oder die Art und Weise, wie sie beschrieben ist, bezieht.
De te fabula narratur
„Diese Geschichte wird über dich erzählt.“ – Du bist gemeint!
Horaz, Sermones 1,1,69 f., wo der Satz vollständig lautet: „mutato nomine / de te fabula narratur.“ („Der Name ist geändert, aber die Geschichte handelt von dir.“)

## Decernat
Decernat.
„Er möge entscheiden!“ (3. Person Singular Konjunktiv Präsens Aktiv)
Mit diesem Wort wurde eine Angelegenheit vom Vorstand einer Behörde der zuständigen untergeordneten Dienststelle zugewiesen, dem entsprechenden „Dezernat“, wie man seit dem 19. Jahrhundert sagte, fälschlicherweise mit Endbetonung, als stammte das Wort von einem Partizip Perfekt Passiv her wie etwa Dekret von decrétum.

## Decori/Decus
Decori decus addit avito.
„Ruhm fügt er dem angestammten Ruhm hinzu.“
Der Spruch kommt vor als Aufschrift auf einer Medaille des Earl Spencer (1799).
Ob der Satz – die zweite Hälfte eines Hexameters – aus einer Dichtung stammt, ist nicht nachgewiesen.
Decus et tutamen
„Zier und Schutz“ – Inschrift auf dem Rand der britischen Ein-Pfund-Münze, der zum Schutz vor Beschneidung beschriftet war. Im 17. Jahrhundert kam es oft vor, dass der Rand von Silbermünzen abgeschnitten wurde. Die Wortwahl geht zurück auf Vergils Epos Aeneis (5,262).

## Defensor
Defensor fidei
„Verteidiger des Glaubens“ – Variante von Fidei defensor.
Defensor matrimonii
„Verteidiger der Ehe“, auch defensor vinculi (Ehebandsverteidiger). Er tritt in katholischen kirchlichen Scheidungsprozessen auf.

## Dei

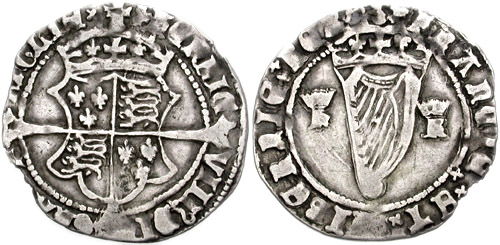
Englische Münze für Heinrich VIII.:
hEnRIC VIII DI GR REX AnGLIE
Henricus VIII. Dei Gratia Rex Angliae
Heinrich VIII. von Gottes Gnaden König von England

Dei Gratia
„Von Gottes Gnaden“ – Der Begriff Gottesgnadentum entwickelte sich aus dem Titelzusatz Dei Gratia. Das Gottesgnadentum beinhaltet die Legitimation des Herrschers durch den Willen Gottes (Stellvertreter Christi auf Erden). Auch heute noch prangt auf den britischen Münzen der Zusatz D. G. (für Dei Gratia) hinter dem Königsnamen.

## Deleatur

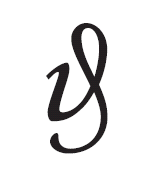
Korrekturzeichen Deleatur

Deleatur.
„Es möge getilgt werden.“ – Korrekturzeichen, welches diejenigen Teile eines Manuskripts (einzelne Buchstaben, Wörter, Sätze oder ganze Absätze) kennzeichnet, die gestrichen werden sollen. Seine Form geht dabei auf den kleinen Buchstaben „d“ in der deutschen Kurrentschrift zurück.

## Delicta/Delictum
Delicta carnis
„Fleischliche Vergehen“
Delictum omissivum
„Unterlassungsdelikt“ – Straftat, bei der – anders als beim Begehungsdelikt – ein Unterlassen unter Strafe gestellt wird.
Delictum tentatum
„Versuchtes Verbrechen“

## Delirant
Delirant isti Romani.
„Die spinnen, die Römer.“ – Aus der lateinischen Version der Asterix-Serie; Standardspruch von Obelix, der auf ungewohnte Verhaltensweisen mit Befremden reagiert („Die spinnen, die …“)

## Delirium
Delirium tremens
„Zitterndes Irresein“ – Entzugsdelirium, eine ernste Komplikation bei einer länger bestehenden Alkoholkrankheit.

## Demon
Demon est deus inversus.
„Der Teufel ist die Kehrseite Gottes.“
Ein aus Esoterik und Theosophie stammender Satz, bekannt geworden vor allem durch H. P. Blavatskys Werk Die Geheimlehre.

## Dentata
Dentata charta
„Gezähntes Papier“ – Schmähschrift.

## Deo
Deo dignus vindice nodus
„Ein Knoten bedürftig eines Gottes zum Lösen“
Das Sprichwort geht zurück auf Horaz, ars poetica 191 f., wo für die Tragödie gefordert wird „nec deus intersit, nisi dignus vindice notus / inciderit“ („und kein Gott sei im Spiel, außer es ist eine Verstrickung angefallen, die einen Befreier verlangt“).
Deo gratias.
„Gott sei Dank!“
Deo iuvante
„Mit Gottes Hilfe“ – Ordensdevise.
Deo Optimo Maximo (D. O. M.)
„Dem besten und höchsten Gott“ – Christliche Aufnahme der antiken Prädikation Jupiter Optimus Maximus.
Seit der Renaissance oft bei Grabmälern in Kirchen und Friedhöfen zu sehen. Devise des Benediktinerordens.
Deo parere libertas.
„Gott gehorchen ist Freiheit.“
Deo volente nobis viventibus.
„Wenn wir am Leben sind, weil Gott will.“ – „Wenn wir nach Gottes Willen am Leben sind.“ – „So Gott will und wir leben.“ (z. B. als Nachsatz: „Wir treffen uns dann morgen, so Gott will und wir leben.“)
Siehe auch Condicio Iacobaea.

## Depositio
Depositio cornuum
„Ablegung der Hörner“ – eine Zeremonie vor der Immatrikulation.

## Desine
Desine fata deum flecti sperare precando!
„Lass ab von der Hoffnung, das von den Göttern verhängte Schicksal werde durch Beten abgewendet.“
Vergil (Äneis 6,376)

## Desinit
Desinit morbus, incendium extinguitur.
„Eine Krankheit hört auf, ein Brand wird gelöscht.“

## Deum
Deum cole, regem serva.
„Gott verehre, dem König diene!“

## Deus

Deus lo vult

Deus Adiutor et Protector meus
„Gott, mein Helfer und Schützer“ – Wahlspruch derer von Elverfeldt genannt von Beverfoerde zu Werries, wie auf deren Stammsitz Schloss Loburg zu sehen ist.
Deus ex machina

„Ein Gott aus der (Bühnen-)Maschine“ – griechisch ἀπὸ μηχανῆς Θεός apo mēchanḗs Theos.
Heute bezeichnet man mit Deus ex machina meist eine unerwartet auftretende Person oder Begebenheit, die in einer Notsituation hilft oder die Lösung bringt.
Deus in minimis maximus
„Gott ist in den kleinsten Dingen am größten.“ – Augustinus zugeschrieben.
Deus lo vult
„Gott will es!“ – Spätlateinischer Kampfruf der Kreuzzüge. So antwortete die Menschenmenge, als Papst Urban II. am 27. November 1095 in einer Predigt auf der Synode von Clermont zur Befreiung Jerusalems aufrief.
Das nichtklassische „lo“ leitet sich ab von vulgärlateinisch illu(m) anstelle des klassisch korrekten illud. Daraus entwickelte sich ein italienischer Artikel.
Deus mare, Friso litora fecit.
„Gott schuf das Meer, der Friese die Küste.“
Deus providebit.
„Gott wird sorgen.“
 Deus sive Natura
„Gott oder auch die Natur.“

## Di
Di meliora dent.
„Die Götter mögen Besseres geben!“
Di minores
„Niedere Götter“

## Dic
Dic cur hic.
„Sag warum hier (und jetzt).“ – „Sag, warum du hier bist.“ Von J. M. Moscherosch geprägte humanistische Leitfrage
Dic, hospes, Spartae nos te hic vidisse iacentes, / dum sanctis patriae legibus obsequimur.
„Sag, Fremder, in Sparta, du habest uns hier liegen sehen, den heiligen Gesetzen der Heimat gehorchend.“ – Epigramm des Simonides von Keos in der lateinischen Übersetzung von Marcus Tullius Cicero (Tusculanae disputationes 1,101). Auf dem Gedenkstein bei den Thermopylen für die Spartaner, die sich dort gegen die Perser bis auf den letzten Mann aufopferten, soll das Epigramm auf Griechisch gestanden haben: Ὦ ξεῖν’, ἀγγέλλειν Λακεδαιμονίοις ὅτι τῇδε κείμεθα τοῖς κείνων ῥήμασι πειθόμενοι.
Friedrich Schiller (Der Spaziergang) übersetzt: „Wanderer, kommst du nach Sparta, verkündige dorten, du habest / Uns hier liegen gesehn, wie das Gesetz es befahl.“

## Dictum
Dictum
„Gesagtes“ – Diktum, Ausspruch, Äußerung, Sentenz, Bonmot
Dictum, factum.
„Gesagt, getan.“
Dictum sapienti sat.
„Ein Wort genügt dem Weisen“ – Vergleiche Sapienti sat.

## Diem
Diem perdidi.
„Ich habe einen Tag verloren!“ – Diese Worte rief Kaiser Titus aus, als ihm bei Tische einfiel, er habe an jenem Tage noch niemandem etwas Gutes getan.

## Dies

Erste Strophe des Dies irae

Dies ater
„Ein schwarzer Tag“ – So nannte der römische Geschichtsschreiber Livius die Schlacht an der Allia, bei der die römischen Truppen gegen Gallier eine Niederlage erlitten, durch die die Eroberung Roms ermöglicht wurde.
Dies irae
„Tag des Zorns“ – Der jüngste Tag; verkürzt aus „dies irae dies illa solvet saeclum in favilla“ („der Tag des Zorns, jener Tag löst die Welt in Asche auf“) nach Thomas von Celano.
Dies levat luctum.
„Die Zeit lindert den Schmerz.“ – Entspricht in etwa dem deutschen Sprichwort „Die Zeit heilt alle Wunden.“
Dies interpellat pro homine.
„Der Termin mahnt statt des Menschen.“

## Difficile
Difficile dictu
„Schwer zu sagen“
Difficile est satiram (auch: saturam) non scribere.
„Schwer ist es, keine Satire zu schreiben.“ – Erich Kästner schreibt in seinem Essay Sinn und Wesen der Satire über diesen Satz von Iuvenal: „Über dem geläufigen Satze, dass es schwer sei, keine Satire zu schreiben, sollte nicht vergessen werden, dass das Gegenteil, nämlich das Schreiben von Satiren, auch nicht ganz einfach ist.“

## Dignus
Dignus est intrare.
„Er ist würdig, einzutreten.“

## Dimidium
Dimidium facti, qui coepit, habet.
„Wer (erst mal) begonnen hat, hat (damit) schon zur Hälfte gehandelt!“ – Horaz, Epistulae 1,2,40.
Dies entspricht etwa unserem Sprichwort „Frisch gewagt ist halb gewonnen.“
Im Original (v. 40 f.) heißt es:
Dimidium facti, qui coepit, habet: sapere aude, / incipe!

## Dirigo

Siegel des US-Bundesstaates Maine

Dirigo.
„Ich leite.“ – Motto auf dem Staatssiegel des US-Bundesstaates Maine, das bereits im Jahr 1820 angenommen wurde. Der über dem Motto dargestellte Polarstern verweist auf den Leitstern der Seefahrer.

## Dis
Dis aliter visum.
„Die Götter entschieden anders.“

## Disce
Disce aut discede!
„Lerne oder gehe fort!“ – „Schufte oder verdufte!“
Motto mehrerer Schulen.

## Discipulus
Discipulus est prioris posterior dies.
„Schüler des vorherigen ist der folgende Tag.“ – „Der folgende Tag ist der Schüler des vorigen“, unter Umkehr der Logik auch: „Ein Tag belehrt den nächsten“ oder „Heute ist der Herr von morgen“.
Als Sentenz des Publilius Syrus überliefert (Sent. D 1); in wenigstens einem Fall sinnverfälschend verballhornt, siehe Magister est prioris posterior dies.

## Discite
Discite Donatum!
„Lernt euren Donatus!“
Anfangsworte eines Distichons von Johann Glandorp (Disticha, 1553), in dem er die Schüler auffordert, beizeiten zu lernen, damit sie sich später nicht blamieren:
„Discite Donatum, pueri, puerilibus annis, / ne spretus iuvenes vos notet atque senes.“
„Lernt den Donat, ihr Kinder, in den Kinderjahren, / damit nicht in eurer Jugend und im Alter aufkommt, dass ihr ihn missachtet habt!“
Aelius Donatus (Mitte des 3. Jahrhunderts, Lehrer des heiligen Hieronymus) verfasste eine Grammatik des Lateinischen, die im Mittelalter zum maßgeblichen Lehrbuch wurde und deshalb einfach als „der Donatus“ bezeichnet wurde (so wie wir heute vergleichbar „der Duden“ sagen).
Discite iustitiam moniti et non temnere divos!
„Lasst euch das eine Ermahnung sein, Gerechtigkeit zu lernen und die Götter nicht zu missachten.“ – Aus Vergils Aeneis (6,620).
Discite moniti!
„Lernt, ihr Ermahnten!“

## Disiecta/Disiecti
Disiecta membra
„Versprengte Glieder“ – Aus ihrer ursprünglichen organischen Ordnung gerissene Teile eines Ganzen.
- Handschriftenkunde und Buchwesen: Bezeichnung für die verstreute Überlieferung einzelner Bestandteile eines Codex oder Buches.
- Kunstgeschichte, Archäologie: Bezeichnung für Bestandteile eines Kunstwerks oder Bauwerks, die sich nicht mehr in ihrem ursprünglichen Zusammenhang befinden.

Disiecti membra poetae
„Glieder des zerstückelten Dichters“ – „Verstreute Fragmente des Werks des Dichters“ (Horaz, Satire, I, 4, 62).

## Ditat

Staatssiegel des US-Bundesstaates Arizona

Ditat Deus
„Gott bereichert“ – Motto auf dem Staatssiegel des US-Bundesstaates Arizona. Es handelt sich dabei um eine Anspielung auf das alttestamentliche Buch Genesis (Gen 14,23 ) in der lateinischen Vulgata-Übersetzung:
„quod a filo subteminis usque ad corrigiam caligae non accipiam ex omnibus quae tua sunt ne dicas ego ditavi Abram;“
„dass ich von allem, was dein ist, nicht einen Faden noch einen Schuhriemen nehmen will, damit du nicht sagst, ich habe Abram reich gemacht;“

## Divide
Divide et impera
„Teile und herrsche“ – Prinzip, unter Gegnern Zwietracht zu säen, um in der Machtausübung ungestört zu bleiben. Es ist angeblich ein Ausspruch des französischen Königs Ludwigs XI.: „Diviser pour régner.“

## Divitiae
Divitiae grandes homini sunt vivere parce / aequo animo; neque enim est umquam penuria parvi.
„Reichtum, großer sogar, ist’s für den Menschen schon, bescheiden zu leben / mit Gleichmut. Nie herrscht nämlich Mangel an Wenigem.“ Lukrez, De rerum natura, Buch V.

## Dixi
Dixi et salvavi (servavi) animam meam
„Ich habe gesprochen und meine Seele gerettet“ – Ich habe mein eigenes Gewissen beruhigt, indem ich eine Wahrheit ausgesprochen habe, gleich ob daraus Konsequenzen gezogen werden oder nicht. (Nach Ezechiel, 3, 19.)

## Do
Do ut des
„Ich gebe, damit du gibst.“ – Prinzip, welches das Wesen des römischen Begriffs beneficium wiedergibt: Eine Gefälligkeit (beneficium) verpflichtet den Empfänger zur Dankbarkeit, d. h. zu einer Gegengabe, die in nicht zu kurzer Zeit und keinesfalls geringer zu leisten ist.
Davon handelt Seneca in der Schrift de beneficiis und knapper in Nr. 81 der Epistulae morales. Das richtige Maß auch in der Dankbarkeit kennzeichnet den Weisen: „Nemo referre gratiam scit nisi sapiens“ [„Nur der Weise versteht es, Dank abzustatten“] (epistulae morales 81,13).
Dieses Prinzip gilt auch den Göttern gegenüber.
Es ist also ein Missverständnis, hinter der zitierten Maxime lediglich ein primitives Tauschgeschäft zu vermuten.
Wegen dieser gegenseitigen Verpflichtung wurde im Mittelalter auch das Lehen als beneficium bezeichnet.

## Docendo
Docendo discimus
„Durch Lehren lernen wir.“ – nach Seneca, Epistulae morales 7,8, wo es heißt: „Homines dum docent, discunt“ („Während die Menschen lehren, lernen sie“).

## Docta/Docti
Docta ignorantia
„Gelehrte Unwissenheit“ – Bei Nikolaus von Kues Bezeichnung für das Wissen um die Unbegreiflichkeit Gottes.
Docti male pingunt
„Gelehrte malen schlecht.“ – „Gelehrte schreiben schlecht.“ Damit ist das „Malen“ von Buchstaben gemeint.

## Doctrina
Doctrina multiplex, veritas una
„Die Lehre ist vielfältig, die Wahrheit einzig.“ – Portalinschrift am Hauptgebäude der Universität Rostock.

## Dolo/Dolum
Dolo agit
„Arglistig handelt …“ – Kurzform von „Dolo agit, qui petit, quod statim redditurus est.“ („Mit Arglist handelt, wer etwas fordert, das er sogleich zurückgeben wird“) oder: „… quod restituere oportet eundem“ („… was ebenderselbe zurückgeben muss“).
Digesten 50,17,173 § 3 und in anderen Sammlungen.
Das bedeutet: Der Einklagung einer Leistung, die nach Erhalt zurückzugeben ist, steht die Einrede des dolus (der Arglist) entgegen.
Dolum facit, qui ex aliena iactura lucrum quaerit.
„Arglistig handelt, wer aus dem Schaden eines anderen einen Vorteil/Gewinn ziehen will.“ – Digesten 14,3,17.
Gegen ein solches Verhalten ist also die Einrede der Arglist (dolus) möglich.

## Dolus
Dolus eventualis
„bedingter Vorsatz“
Dolus malus
„bösartiger Vorsatz“
Dolus non praesumitur.
„Vorsatz wird nicht vermutet.“
Dolus semper praestatur.
„Für Vorsatz muss man immer einstehen.“

## Domi
Domi leones, foras vulpes.
„Zu Hause sind sie Löwen, draußen Füchse.“
Petronius, Satyrikon 44,14, wo es (in den Gesprächen der Freigelassenen) heißt: „nunc populus est domi leones, foras vulpes“ („Jetzt sind die Leute zu Hause Löwen und außer Haus Füchse“).

## Domine

Wappen der City of London

Domine, conserva nos in pace.
„Herr, bewahre uns in Frieden.“
Domine, dirige nos!
„Herr, lenke uns!“ – Wappeninschrift der City of London
Domine salvum fac regem!
„Herr, schütze den König!“
Der Satz ist der Anfang eines Gebets, das von mehreren Komponisten vertont worden ist.
Domine salvam fac reginam!
„Herr, schütze die Königin!“
Domine, salvam fac rem publicam!
„Herr, schütze den Staat!“

## Dominium
Dominium generosa recusat.
„Die Stolze will keinen Herrn.“ – Wappenspruch der Stadt Pisa
Wörtlich: „Hochgesinnt verweigert sie sich einer Herrschaft.“

## Dominus

Siegel der Universität Oxford

Dominus fortitudo nostra.
„Der Herr ist unsere Stärke.“
Dominus Illuminatio Mea
„Der Herr ist/sei meine Erleuchtung!“ – Wappenspruch der Universität Oxford
Dominus providebit.
„Der Herr wird vorsorgen.“ – Randprägung beim Fünffrankenstück in der Schweiz
Dominus Vobiscum.
„Der Herr sei mit euch!“ – Grußformel des Priesters in der katholischen Liturgie. Die Antwort lautet „Et cum spiritu tuo“ („Und mit deinem Geiste“).

## Domus
Domus Aurea
„Goldenes Haus“ – Palast des römischen Kaisers Nero nach dem Brand der Stadt (64 n. Chr.)
Domus divina
„Göttliches Haus“ – Kaiserhaus
Domus est ubi cor est.
„Das Haus ist, wo das Herz ist.“
Domus tutissimum cuique refugium atque receptaculum.
„Das eigene Haus ist für jeden der sicherste Zufluchtsort.“ – aus den Digesten (Dig. 2,4,18).

## Dona
Dona dantur insuper.
„Geschenke kommen von oben.“ – „Alles Gute kommt von oben.“
Dona nobis pacem.
„Schenke uns den Frieden!“ – Häufig auch als „Gib uns Frieden!“ oder „Gib uns deinen Frieden!“ übersetzt.
Aus dem Agnus Dei der katholischen Liturgie:
„Agnus Dei, qui tollis peccata mundi, dona nobis pacem.“
„Christe, Du Lamm Gottes, der du trägst die Sünd der Welt, gib uns deinen Frieden.“

## Donandi
Donandi animo
„In Schenkungsabsicht“

## Donec
Donec eris felix, multos numerabis amicos (tempora si fuerint nubila, solus eris).
„Solange du glücklich bist, wirst du viele Freunde zählen.“ (Wenn die Zeit umwölkt ist, wirst du allein sein.) – Ovid, Tristia I,9,5
Hugo von Hofmannsthal paraphrasiert diesen Ausspruch im Jedermann wie folgt:
So lang einer im Glück ist,

Der hat Freunde die Menge,

Doch wenn ihm das Glück den Rücken kehrt,

Dann verläuft sich das Gedränge.

## Donum
Donum exitiale Minervae
„Das vernichtungbringende Geschenk der Minerva“ – Vergil (Äneis 2,31).

## Dosis
Dosis (sola) facit venenum
„Die Dosis (allein) macht das Gift.“
Nach Paracelsus: „All Ding’ sind Gift und nichts ohn’ Gift; allein die Dosis macht, dass ein Ding kein Gift ist.“

## Draco
Draco dormiens nunquam titillandus.
„Einen schlafenden Drachen soll man niemals kitzeln.“ – Motto der Hogwarts-Schule für Zauberei und Hexerei bei Harry Potter (wörtlich: „Ein schlafender Drache ist niemals ein zu kitzelnder“).

## Dramatis
Dramatis personae
„Des Schauspiels Personen“ – Rollenverzeichnis im Theater.

## Duabus
Duabus sellis sedere
In einer amüsanten Anekdote erzählt Seneca der Ältere, wie mit diesem Diktum der Komödiendichter Laberius dem Cicero eine Bosheit heimzahlte. Laberius war von Caesar in den Ritterstand aufgenommen worden; als er bei den Rittern Platz nehmen sollte, rückten die aber so zusammen, dass er dort keinen Platz fand. Außerdem hatte Cäsar in den Senat, dem auch Cicero angehörte, eine große Anzahl neuer Senatoren berufen. Als da nun Cicero Laberius vorbeigehen sah, rief er ihm zu: „Ich würde dir ja gern Platz machen, wenn ich nicht so eingeengt säße.“ Laberius’ Antwort an Cicero, der sich damals weder für Cäsar noch für Pompeius entscheiden konnte, es sich aber mit keinem verderben wollte, war: „Aber du sitzt doch immer auf zwei Stühlen.“
Die Redewendung entspricht etwa unserer Redewendung „Auf zwei Hochzeiten tanzen.“

## Dubia
Dubia
„(Prognose) zweifelhaft“ – Medizinischer Fachausdruck; siehe Prognosis.

## Duces
Duces tecum
„Du wirst mitbringen.“ – Im englischen Recht eine Vorladung, bei der das Mitbringen bestimmter Dokumente gefordert wird.

## Ducunt
Ducunt volentem fata, nolentem trahunt.
„Den Willigen führt das Schicksal, den Unwilligen zerrt es mit sich.“ – Seneca, Epistulae morales 107,11.
Dieser Vers (jambischer Trimeter) ist der letzte von fünf Versen, die Seneca, wie er angibt, selbst aus dem Werk des Kleanthes übersetzt hat. Allerdings ist dieser eine Vers nur hier zu finden, so dass auch vermutet wird, er sei von Seneca selbst dazugedichtet worden.
Diese fünf Verse, bei Seneca ein Gebet an Juppiter, „durch dessen Steuerung diese Welt geleitet wird“, zitiert Augustinus in seinem Werk Vom Gottesstaat, 5.8.

## Dulce
Dulce bellum inexpertis.
„Süß scheint der Krieg denen, die ihn nicht erfahren haben.“ – Erasmus von Rotterdam, Adagium 3001. Siehe auch Die Klage des Friedens.
Dulce et decorum est pro patria mori.
„Süß und ehrenvoll ist es, fürs Vaterland zu sterben.“
Dieses berühmte Zitat von Horaz stammt aus dessen Liedern und ist wohl eine Referenz auf Tyrtaeus’ Sentenz Τεθνάμεναι γὰρ καλὸν ἐνὶ προμάχοισι πεσόντα ἄνδρ’ ἀγαθὸν περὶ ᾗ πατρίδι μαρνάμενον (Tethnamenai gar kalon eni promachoisi pesonta andr’ agathon peri hēi patridi marnamenon – „Denn das Sterben ist schön, wenn einer in vorderster Reihe fällt, während er als tapferer Krieger für sein Vaterland kämpft“).
Mit der Gnome verherrlicht er wohl nicht den Soldatentod. Er bezieht sich auf die beiden zu seiner Zeit wichtigsten philosophischen Lehren, den Epikureismus und die Stoa, und nimmt Bezug auf deren Ansichten vom summum bonum. Für den Epikureer ist es die Lust, für den Stoiker die Virtus (Tugend). Für das Vaterland zu sterben widerspricht nach Horaz als dulce weder dem epikureischen noch als honestum dem stoischen Ideal, obwohl beide philosophische Richtungen dem Dienst am Staat skeptisch gegenüberstanden.
Bei der Prägung lateinischer Wörter für philosophische Begriffe der Griechen durch Cicero liest man: „Wie im Leben ist auch in einer Rede nichts schwieriger, als zu erkennen, was sich gehört; ‚πρέπον‘ nennen das die Griechen, wir können sicherlich ‚decorum‘ sagen.“
Dulce et Decorum est
Titel des wohl bekanntesten Gedichtes des britischen Dichters Wilfred Owen, das dieser Ende 1917 verfasste, das aber erst postum 1920 veröffentlicht wurde. Der Bezug auf Horazens Dulce et Decorum ist offensichtlich.
Dulce et utile
„Das Angenehme und das Nützliche“
Diese Zusammenstellung geht auf Horaz, Ars poetica 343f. zurück, wo es heißt: „Omne tulit punctum, qui miscuit utile dulci / lectorem delectando pariterque monendo“ („Aller Beifall gewinnt, wer das Nützliche unter das Angenehme mischt / dadurch, dass er den Leser ebenso erfreut wie ermahnt“).
Christian Dietrich Grabbe parodiert dies in seinem Lustspiel „Scherz, Satire, Ironie und tiefere Bedeutung“, indem er den betrunkenen Schulmeister sagen lässt: „Utile cum dulci, Schnaps mit Zucker! Es wird heute ein saurer Tag.“ (1,1)

## Dum
Dum colosseum stabit, Roma stabit; dum Roma stabit, mundus stabit.
„Solange das Kolosseum stehen wird, wird Rom stehen, solange Rom stehen wird, wird die Welt stehen.“
Zitat von Beda, im originalen Wortlaut: „Quamdiu stabit Colysaeus stabit et Roma. Quando cadet Colysaeus, cadet et Roma. Quando cadet Roma, cadet et mundus.“ („Solange das Kolosseum stehen wird, wird auch Rom stehen. Wenn das Kolosseum fällt, fällt auch Rom. Wenn Rom fällt, wird auch die Welt untergehen.“)
Dum Roma deliberat, Saguntum perit.
„Während Rom beratschlagt, geht Sagunt unter.“
Sagunt im heutigen Spanien war eine prosperierende Stadt, die sich mit Rom gegen Karthago verbündete und Hannibals ersten Angriff, den Beginn des Zweiten Punischen Kriegs, auf sich zog, da sie südlich des Ebroflusses lag, der vertraglich zwischen Rom und Carthago vereinbarten Grenze der beiderseitigen Einflusssphären.
Der historische Moment, auf den sich der Satz bezieht, wird von Polybios (3,20,2) geschildert: „Wie war es möglich, dass die Römer, die ein Jahr vorher den Karthagern Krieg angekündigt hatten, wenn sie in das Gebiet von Sagunt einfallen würden, jetzt, nachdem sie die Stadt selbst eingenommen hatten, zusammenkamen und beratschlagten, ob sie Krieg führen sollten oder im Gegenteil nicht?“
Dum spiro, spero.
„Solange ich atme, hoffe ich.“ – Cicero, „Epistulae ad Atticum“ („Briefe an Atticus“).
Dum vita est, spes est.
„Solange es Leben gibt, gibt es auch Hoffnung.“
Dum differtur, vita transcurrit.
„Mit dem Aufschieben lassen wir das Leben nur enteilen.“ oder „Während man es aufschiebt, geht das Leben vorüber.“: Lucius Annaeus Seneca, „Epistulae morales“ („Briefe über die Moral an Lucilius“).

## Duo/Duobus
Duo cum faciunt idem, non est idem.
„Wenn zwei dasselbe tun, ist es nicht dasselbe.“
Das Sprichwort dürfte sich aus der Komödie Adelphoe des Terenz herleiten. Dort sagt der alte Micio: „Viele Anzeichen gibt es bei dem Menschen, die leicht vermuten lassen, dass man, wenn zwei dasselbe tun, oft sagen kann: 'Dies darf der ungestraft tun, jener nicht' – nicht weil die Angelegenheit ungleich ist, sondern der, der es tut.“ (821–825)
Vergleiche auch: Quod licet Iovi, non licet bovi.
Duobus litigantibus tertius gaudet.
„Wenn zwei sich streiten, freut sich der Dritte.“ – Siehe auch Tertius gaudens.

## Duodecim
Duodecim tabulas loquuntur.
„Sie sprechen wie die Zwölftafelgesetze.“ – Seneca, Epistulae morales 114.13.
Die Zwölftafelgesetze, eine um 450 v. Chr. entstandene Gesetzessammlung, die in zwölf hölzernen Tafeln auf dem Forum Romanum ausgestellt war, stehen hier für eine antiquierte Sprache.

## Dura/Durum
Dura lex, sed lex.
„Das Gesetz (ist) hart, aber (es ist) das Gesetz.“
Durum patientia vincit.
„Geduld besiegt Härte.“